# Уилсон, Кит
Кит Уилсон (англ. Keith Wilson; род. 1963, Портленд) — американский государственный и политический деятель. Бизнесмен и политик-демократ, занимающий должность мэра Портленда, штат Орегон, с 2025 года. Является президентом и главным исполнительным директором компании Titan Freight Systems.

## Ранний период жизни и карьера
Родился в Портленде, штат Орегон. Вырос в Северном Портленде. Получил степень бакалавра наук в Университете штата Орегон по деловому администрированию и менеджменту, а позже получил степень магистра делового администрирования и маркетингу в Портлендском университете.
После получения высшего образования переехал в Нью-Йорк, где работал в отделе продаж NBC. Некоторое время был бездомным, проживая в аэропорту Ла-Гуардия. В 1990 году вернулся в Портленд, чтобы помочь отцу управлять семейной компанией. В 1998 году объединил две компании отца в одну, создав Titan Freight Systems. Также является основателем некоммерческой организации Shelter Portland, стремящейся положить конец бездомности.

## Политическая карьера
Самостоятельно оплатил несколько поездок в разные города и страны по всему миру, чтобы поговорить с экспертами по бездомности. Был делегатом Национального съезда Демократической партии 2024 года и был членом Комитета платформы.
12 июня 2024 года объявил о своём намерении баллотироваться на пост мэра Портленда на выборах. Часть его предвыборных обещаний — полностью положить конец бездомности в Портленде. В ночь выборов, 5 ноября 2024 года, получил лидерство. Он и городской комиссар Кармен Рубио прошли несколько раундов подсчёта голосов. На следующий день большинство новостных агентств объявили победу Кита Уилсона, а Кармен Рубио признала поражение.
По данным The Oregonian, выступление Кита Уилсона по решению проблемы бездомности и преступности — сопровождалось настойчивым утверждением, что это можно решить с помощью заботы и сострадания. Он сделал смелое обещание в значительной степени положить конец бездомности  в течение года основой своей кампании. Предложил увеличить количество приютов для бездомных в существующих церквях и других общественных местах.

## Личная жизнь
Женат на Кэтрин Уилсон и имеет двоих детей.